# Mats Green
Mats Anders Green, född 6 april 1979 i Huskvarna församling i Jönköpings län, är en svensk politiker (moderat), som är ordinarie riksdagsledamot sedan 2014, invald för Jönköpings läns valkrets.
Green var kommunalråd i Jönköpings kommun 2005–2014 (till en början i opposition, efter valet 2006 i majoritet), varav 2011–2014 som kommunstyrelsens ordförande.
Han var från 10 oktober 2017 Moderaternas bostadspolitiska talesperson. I maj 2019 utsågs han istället till partiets arbetsmarknads- och integrationspolitiska talesperson. Efter valet 2022 blev han energi- och näringspolitisk talesperson.
Green invaldes den 19 oktober 2019 i Moderaternas partistyrelse.